# Някой като теб
„Някой като теб“ (на английски: Someone like You) е американски игрален филм (романтична комедия) от 2001 година на режисьора Тони Голдуин, по сценарий на Елизабет Чандлър. Музиката е композирана от Дейвид Китей. Оператор е Антъни Ричмънд. Във филма участват Ашли Джъд, Грег Киниър, Хю Джакман, Мариса Томей, Елън Баркин и др.

## „Някой като теб“ В България
В България първоначално е издаден по киносалоните на Киновелт Дъга.
През 2002 г. е издаден на VHS със субтитри на български.
На 18 декември 2006 г. филмът е излъчен по bTV с български субтитри. Превод на субтитрите е Мая Илиева, а редактор е Луиза Топузян.
На 25 август 2019 г. започва по FOX Life с първи български дублаж за телевизията. Дублажът е на Доли Медия Студио. Екипът се състои от:
| Преводач            | Илияна Йорданова                                                    |
| Озвучаващи артисти  | Татяна Захова Силвия Лулчева Таня Димитрова Илиян Пенев Васил Бинев |
| Тонрежисьор         | Евгени Манев                                                        |
| Режисьор на дублажа | Антонина Иванова                                                    |